# 羅馬浴場 (波茨坦)

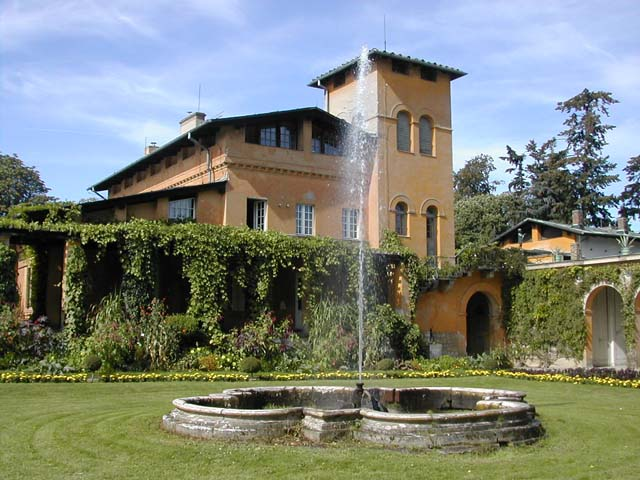

羅馬浴場（德語：die Römischen Bäder）是德國波茨坦的一座建築，位於無憂宮公園內夏洛滕霍夫宮東北側。這座建築修建於1829年至1840年腓特烈·威廉四世在位時期。建築融合了古羅馬和義大利古典風格。

## 外部連結
- Roman Baths in Sanssouci Park （页面存档备份，存于） - official site

52°23′52″N 13°01′42″E / 52.39778°N 13.02833°E